# Patellifolia
Patellifolia és un gènere de plantes amb flors de la família amarantàcies (subfamília Betoideae) que es va crear l’any 1975 per incloure uns taxons que tradicionalment es situaven dins del gènere Beta. Tant un com l’altre pertanyien a la família de les quenopodiàcies, fins que després dels treballs del Grup per a la filogènia de les angiospermes es va proposar incloure a tota aquesta família dins de les amarantàcies. Són parents silvestres de la bleda o la remolatxa sucrera.
Principalment són herbes procumbents pròpies de la regió de la Mediterrània occidental i Macaronèsia, que es poden trobar també en algunes ocasions al nord d'Àfrica o a la Banya d'Àfrica.

## Descripció
Dintre d’aquest gènere hi ha entre 1 a 3 espècies segons les fonts consultades. Són herbes anuals o perennes. Les fulles alternes tenen pecíol i típicament forma hastada o de cor, recordant a una fulla de bleda o espinac.
Les inflorescències en forma d'espiga consisteixen en glomèruls d'una a tres flors sentades a l'axil·la d’unes bràctees semblants a fulles. Les flors són hermafrodites. El periant típic de les amarantàcies, amb una sola capa, consta de cinc lòbuls (tèpals) herbacis soldats a la base. L’androceu són cinc estams oposats als tèpals, amb els seus filaments  fusionats a la base formant una mena de  disc. L'ovari és semi-ínfer amb 2 estigmes.
En el fruit, l'ovari està parcialment immers a la base engrandida del periant. Els  tèpals persisteixen al fruit, que és una càpsula gairebé globular, que es desprèn i cau quan està madura i s'obre amb una mena de tapa.

## Distribució i hàbitat
Patellifolia es distribueix principalment a la regió de la Mediterrània occidental (Espanya, Marroc), Macaronèsia i les illes de Cap Verd. També es pot trobar, en casos aïllats, al nord d'Àfrica (muntanyes Hoggar i Tassili n'Ajjer, Líbia) i a la regió de la Banya d'Àfrica (Socotra, Somàlia).
Les plantes creixen en hàbitats més o menys costaners des del nivell del mar fins a uns 200 m, a la Macaronèsia i la regió de la Mediterrània occidental, i també a Socotra. A les muntanyes nord-africanes es pot trobar a altituds més elevades fins als 2000 m, i també a Somàlia a 1150 m.
Als Països Catalans és molt rara, però es pot trobar Patellifolia patellaris en penya-segats litorals i ambients sorrencs propers a les platges als Columbrets (Castelló) i a l'illa de Mallorca. A les imatges podeu veure diferents detalls d'aquesta espècie:

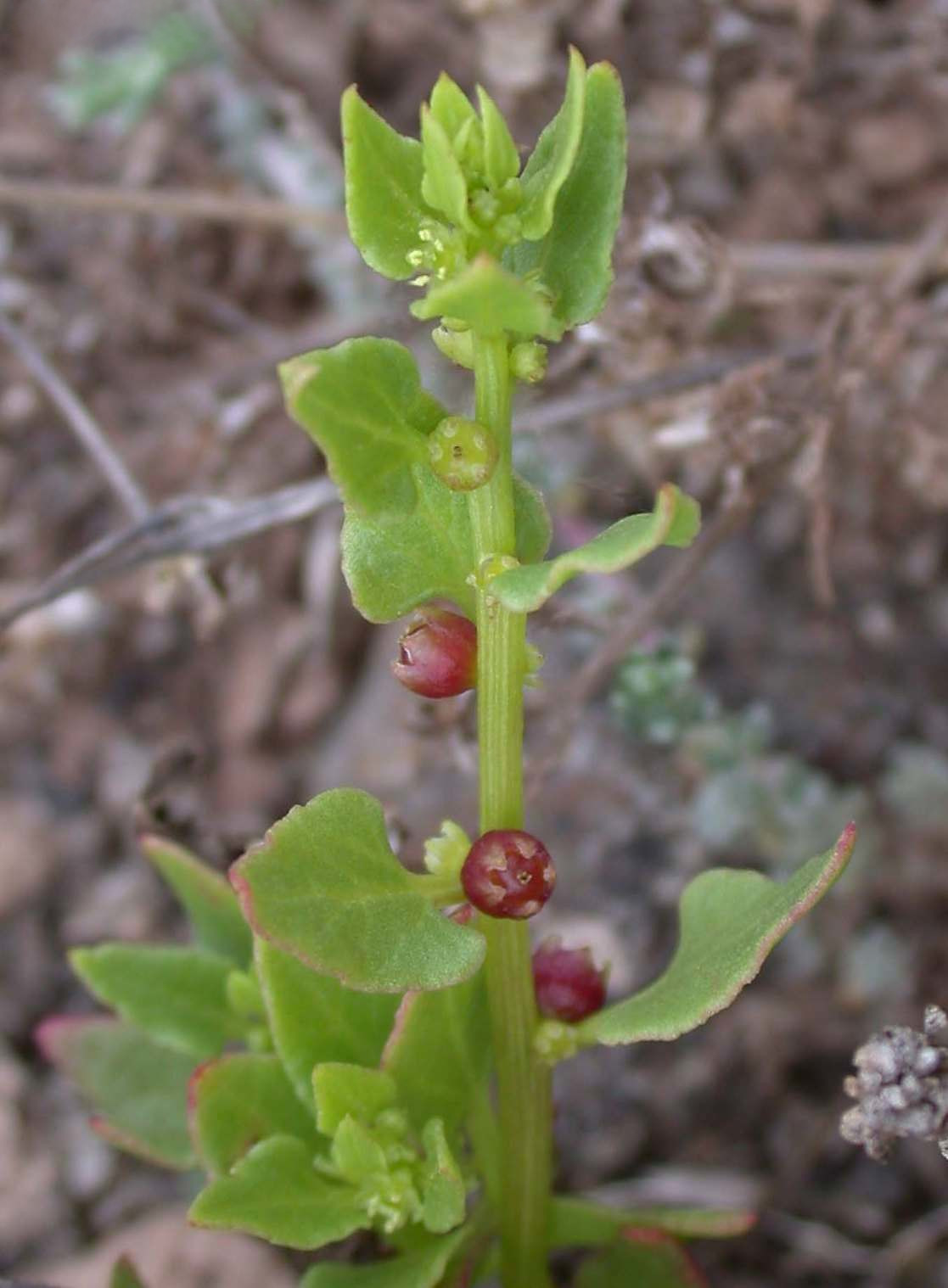
Beta patellaris: flors i fruits inmadurs
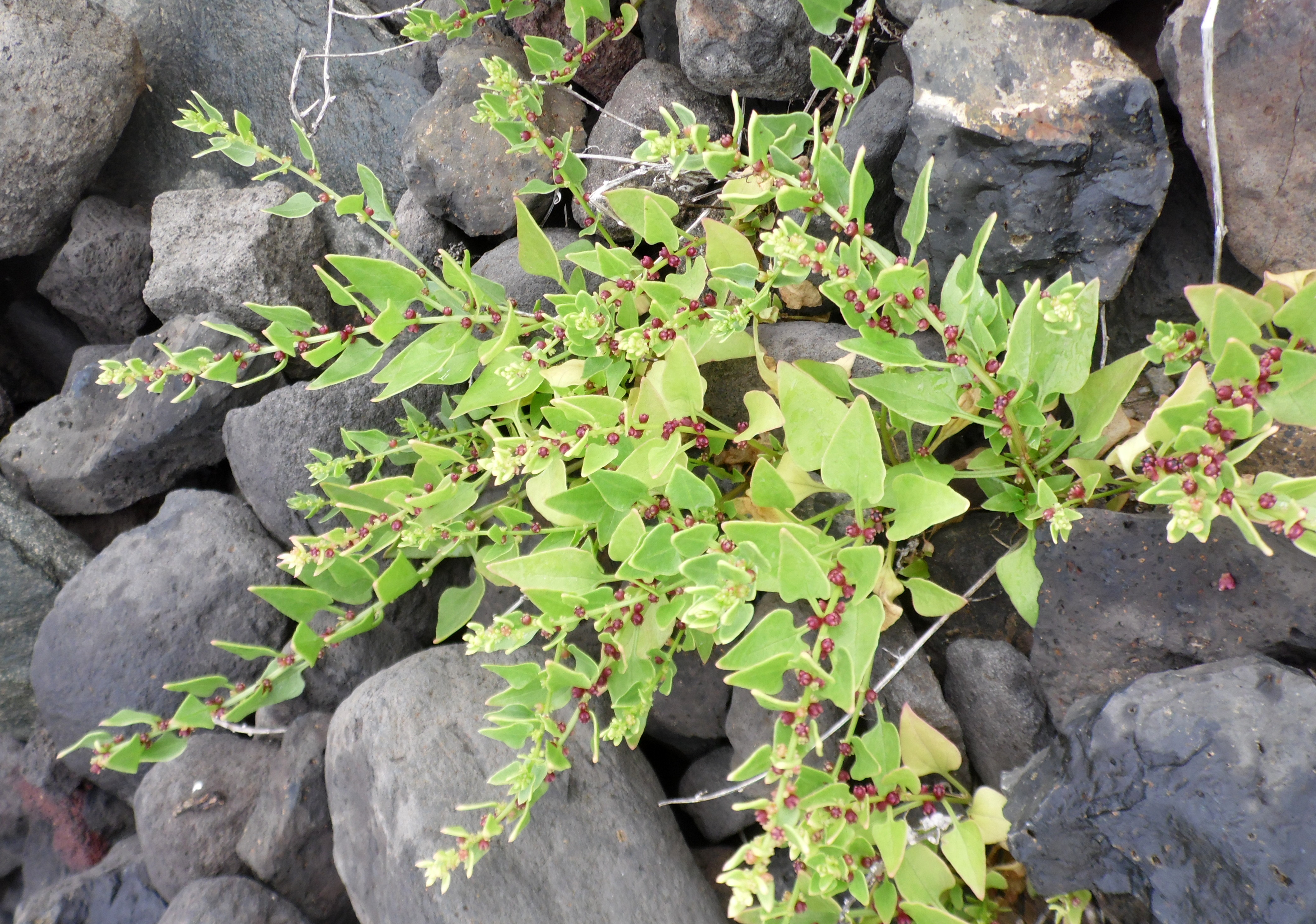
Aspecte general procumbent
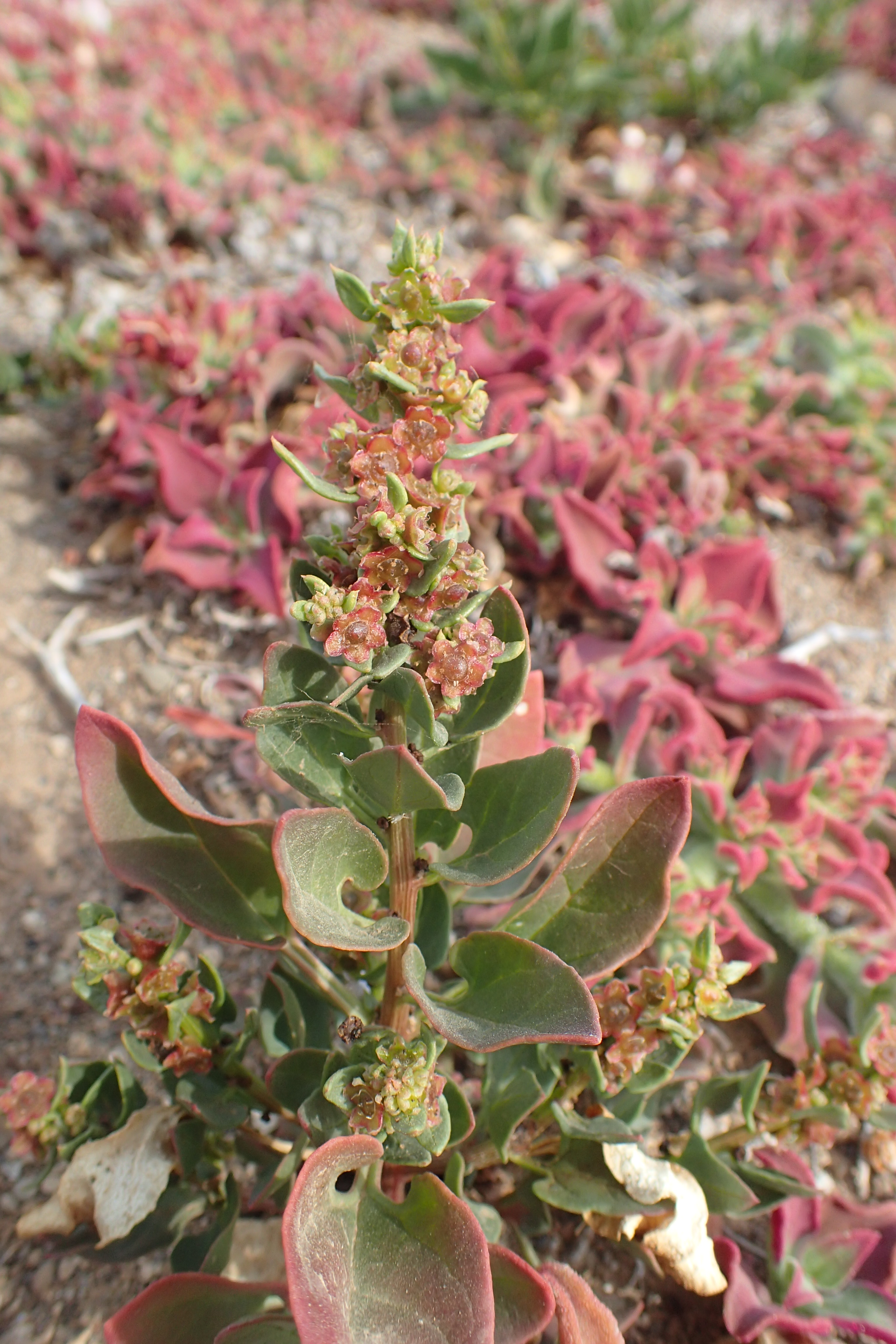
fruits més madurs amb ales transversals
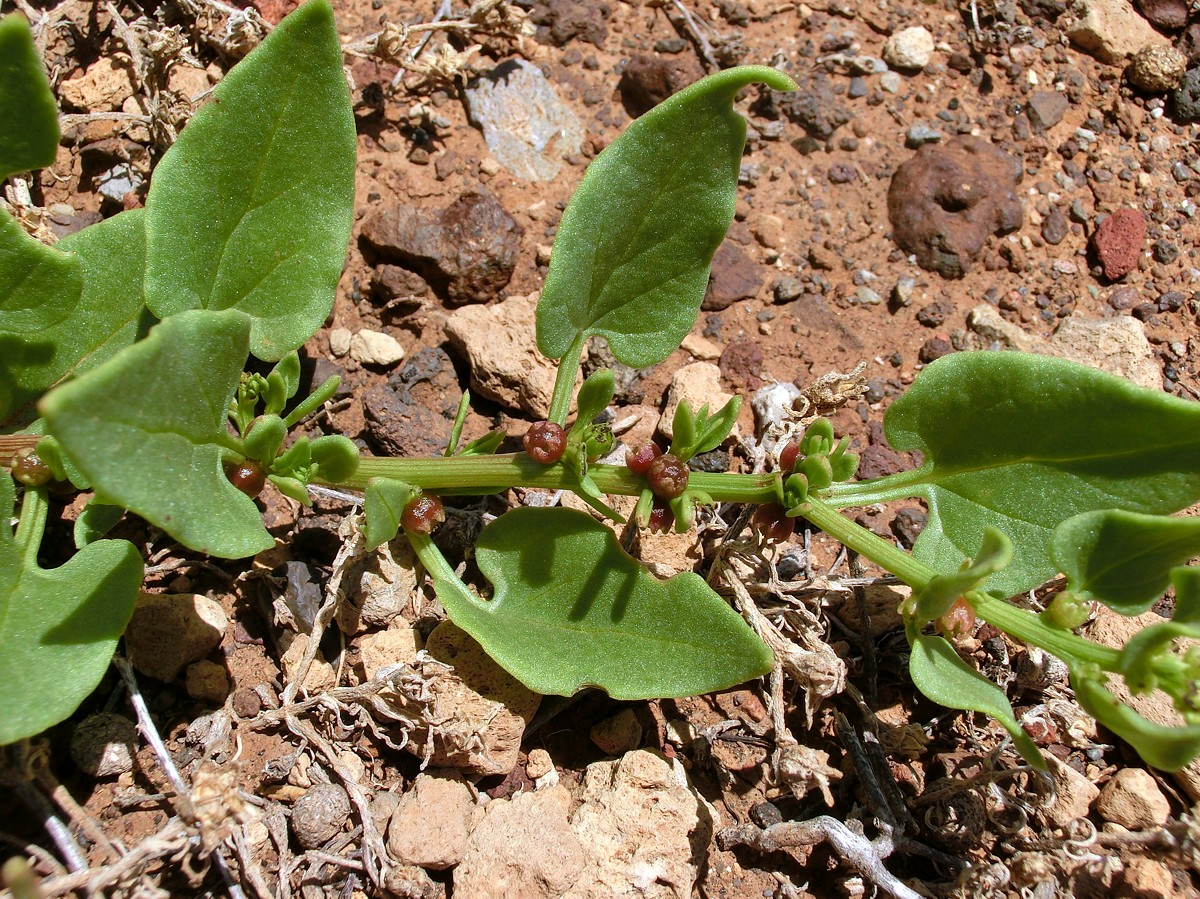
Branca amb fruits

## Taxonomia
Aquests taxons es situaven tradicionalment dins del gènere Beta. El 1927 van ser agrupats per Vladimir Andreevich Tranzschel com un grup informal, anomenat Patellares, dins del gènere Beta. El 1934, Oskar Eberhard Ulbrich els va agrupar formalment dins d’una secció  Procumbentes (seguint però dins del mateix gènere).
El 1977 es va proposar la creació del gènere Patellifolia per A J Scott, Brian V. Ford-Lloyd i J. Trevor Williams, amb l'espècie tipus Patellifolia webbiana (un endemisme canari). Els mateixos autors havien descrit aquest tàxon ja l'any 1976 amb el nom Patellaria J.T. Williams, A.J.Scott i Ford-Lloyd, però aquest és un nom il·legítim  perquè ja existia un gènere Patellaria de líquens que es va publicar abans (el 1789).
Fins al 2006, Patellifolia sovint no s'acceptava com a gènere separat. Però els estudis més recents de genètica molecular de Kadereit et al. (2006) i Romeiras et al. (2016) van revelar una profunda diferenciació genètica entre Beta i Patellifolia i van aportar arguments més sòlids a favor de conservar el seu status com a gènere propi.

Patellifolia comprèn d'una a tres espècies
- Patellifolia patellaris (Moq.) A.J. Scott & al. (=Beta patellaris Moq.), Illes Canàries i Mediterrània Occidental (Espanya, Ses Illes, Sicilia, Marroc i Nord d'Àfrica).[10]
- Patellifolia procumbens (Chr. Sm.) A.J. Scott & al. (=Beta procumbentes Chr. Sm.), a les Illes Canàries i la Macaronèsia.[11]
- Patellifolia webbiana (Moq.) A.J. Scott & al. (=Beta webbiana Moq.), endèmica de les Illes Canàries[12]

La identificació correcta de les tres espècies és difícil i alguns caràcters distintius no són fiables. Per tant, Thulin et al. (2010) van proposar tractar tots els membres de Patellifolia com una sola espècie variable, Patellifoia procumbens.